# Plounérin
Plounérin település Franciaországban, Côtes-d’Armor megyében. Lakosainak száma 799 fő (2022. január 1.). Plounérin Lanvellec, Loguivy-Plougras, Plougras, Plounévez-Moëdec, Plufur, Trémel, Guerlesquin és Plouégat-Moysan községekkel határos.

## Népesség
A település népességének változása:
| Lakosok száma | 785  | 689  | 649  | 736  | 735  | 733  | 747  | 776  | 787  | 799  |
|               | 1968 | 1982 | 1990 | 2006 | 2013 | 2015 | 2017 | 2019 | 2020 | 2022 |